# Acolouthos
L’acolouthos (en grec : ἀκόλουθος, « suiveur ») que l'on peut aussi traduire par Acolyte est un poste de l'armée byzantine dont les fonctions varient avec le temps. Il est d'abord un subalterne du drongaire de la Veille, le commandant de la tagma de la Vigla avant de devenir le commandant de la garde varangienne aux XIe et XIIe siècles.

## Histoire
Le poste apparaît au IXe siècle lorsqu'il figure dans le Kletorologion comme un des principaux officiers du régiment de la garde de la Vigla (aussi appelé tagma des Arithmos). Il accompagne le drongaire de la Veille dans certaines cérémonies et est l'équivalent du proximos dans la tagma des Scholes et du protomandator de la tagma des Excubites. Au début du XIe siècle, le drongaire de la Veille lui confie des fonctions judiciaires et de police au sein de la capitale Constantinople. Peu à peu, l’akolouthos devient indépendant et il est placé à la tête de régiments de mercenaires (il est souvent lui-même d'origine étrangère). Finalement, il en vient à commander la prestigieuse garde varangienne bien qu'au XIIe siècle, il semble être principalement associé à des missions diplomatiques. Selon le Livre des Offices du pseudo-Kodinos, le grand acolouthos ([megas] akolouthos) est toujours le chef de la garde varangienne au XIVe siècle même si Alexander Kazhdan considère cette mention comme anachronique et indique que le dernier acoulouthos connu est Jean Nomycopoulos en 1199. Selon Rodolphe Guilland, l’acolouthos perdure sous les Paléologues. Toujours selon Guilland qui reprend Kodinos, il est vêtu d'un turban en or filé, d'un kabbadion en soie et d'un skaranikon en velours. Comme son nom l'indique, il est souvent à proximité de l'empereur, que ce soit lors des cérémonies auliques que sur le champ de bataille. Il semble même que l’acoulouthos ait pu servir épisodiquement de commandant en chef selon Banescu. Dans sa fonction principale de commandant des Varègues, il est secondé par le primicier des Varègues.